# Sozialgericht Speyer

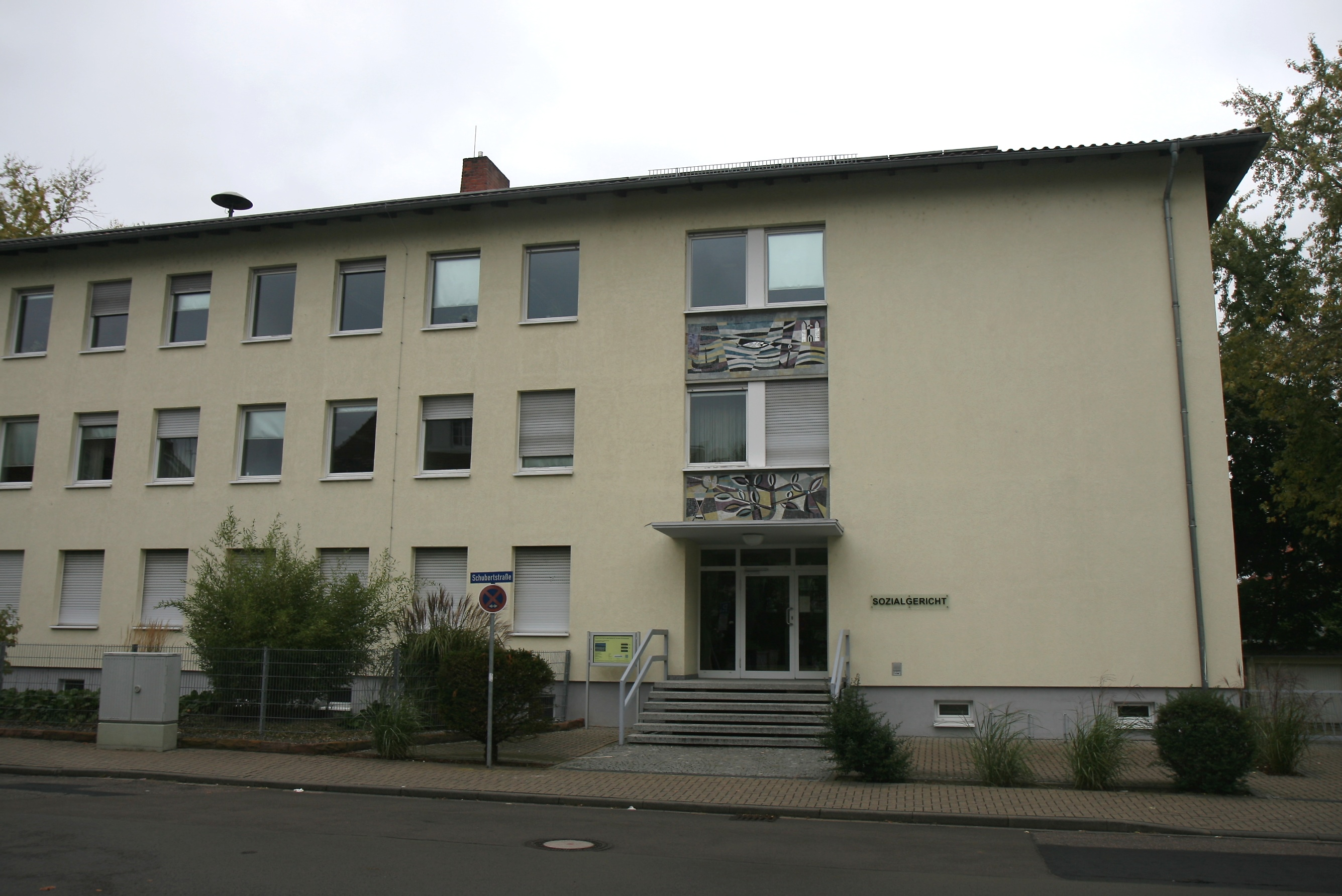
Gerichtsgebäude

Das Sozialgericht Speyer ist ein Gericht der Sozialgerichtsbarkeit. Das Gericht ist eines von vier Sozialgerichten in Rheinland-Pfalz und hat seinen Sitz in Speyer.

## Geschichte
Das Sozialgericht Speyer wurde am 1. Januar 1954 mit Sitz in der Villa Kirrmeier-Ecarius sowie einer Zweigstelle in Mainz gegründet und trat die Nachfolge des Oberversicherungsamtes Speyer an. Am 1. Juli 1971 zog das Gericht in das heute genutzte Gebäude in der Schubertstraße 2 um, das zuvor vom Rechnungshof Rheinland-Pfalz verwendet worden war. 2015 wurde dieses Gebäude um einen Anbau erweitert.

## Gerichtsbezirk  und übergeordnete Gerichte
Das Sozialgericht Speyer ist örtlich für die kreisfreien Städte Frankenthal (Pfalz), Kaiserslautern, Landau in der Pfalz, Ludwigshafen am Rhein, Neustadt an der Weinstraße, Pirmasens, Speyer und Zweibrücken sowie die Landkreise Bad Dürkheim, Donnersbergkreis, Germersheim, Kaiserslautern, Kusel, Südliche Weinstraße, Rhein-Pfalz-Kreis und Südwestpfalz zuständig. Die sachliche Zuständigkeit ergibt sich aus dem Sozialgerichtsgesetz.
Auf Landesebene ist das Landessozialgericht Rheinland-Pfalz in Mainz das übergeordnete Gericht. Diesem ist wiederum das Bundessozialgericht in Kassel übergeordnet.